# Lithophyllum bahrijense
Lithophyllum bahrijense Bosence, 1983 é o nome botânico de uma espécie de algas vermelhas pluricelulares do gênero Lithophyllum, família Corallinaceae.
- São algas marinhas encontradas em Malta.

## Sinonímia
- Não apresenta sinônimos.